# Breaking Bad – Totál szívás
A Totál szívás (eredeti angol címén Breaking Bad) Vince Gilligan által készített díjnyertes amerikai drámasorozat. A sorozat az új-mexikói Albuquerque városában készült 2008 és 2013 között és a története is ott játszódik. Főszereplője Walter Hartwell White (Bryan Cranston) középiskolai kémiatanár, akinél előrehaladott stádiumú tüdőrákot állapítanak meg. Később úgy dönt, a bűn útjára lép és metamfetamin előállításába és eladásába kezd egy korábbi diákjával, Jesse Pinkmannel (Aaron Paul), hogy még halála előtt biztosíthassa családja anyagi jövőjét. A sorozat címe egy déli szlengből jön, melynek jelentése kb. "elszabadítani a poklot". A magyar cím ezt a szlenget utánozva utal arra, hogy Walter egyre nagyobb zűrökbe keveredik, mióta rossz útra tért.
A Breaking Bad számos kritikai elismerést kapott, különösen az írói és filmezési munkákért, de a színészek teljesítményét is nagyra méltatták. A sorozat összesen tizenkettő Emmy-díjat nyert el, melyből három egymást követő évben Bryan Cranston vitte el a legjobb színésznek járó díjat (2014-ben negyedszerre is megkapta) drámasorozat kategóriában, hármat Aaron Paul kapott drámasorozat legjobb mellékszereplője kategóriában, kettőt Anna Gunn drámasorozat legjobb női mellékszereplője kategóriában, valamint a sorozat 5. évada (első és második fele egyaránt) elnyerte a legjobb dráma sorozat díját is. A sorozatot mint a valaha volt egyik legjobbat tartják számon, a Guinness Rekordok Könyvébe is bekerült, mint a legnagyobb közönségarányt elérő sorozat.
A Breaking Bad 2008. január 20-án indult az AMC kábelcsatornán, ahol öt évadon át volt látható. Utolsó évada 2013. szeptember 29-én ért véget. 2015. február 8-án a csatorna egy előzmény sorozatot indított Better Call Saul címmel, ami Saul Goodman (Bob Odenkirk) karakterének történetét mutatja be. Az ügyvéd mellett további szereplők is megjelennek benne az eredeti történetből. 2019 októberében mutatták be az El Camino: Totál szívás – A film című filmet, mely a sorozat közvetlen folytatása.
Magyarországon a sorozat első évadja 2011. február 1-jétől volt látható az RTL Klub műsorán, 2012-ben a második, 2013-ban a harmadik évadot vetítették le. A sorozat utolsó két évada a Telenor MyTv szolgáltatásában, valamint az AXN közreműködésével a UPC MyPrime szolgáltatásában került megjelenésre 2015-ben. Ugyanebben az évben május 7-én a magyar AMC is elkezdte vetíteni, és 2016 júliusában itt is fejeződött be.

## Áttekintés
A Breaking Bad az Új-Mexikó állambeli Albuquerque városában és környékén játszódik 2008 és 2010 között. Főszereplője az operálhatatlan tüdőrákkal küzdő Walter White, aki a cselekmény során csetlő-botló, kissé szerencsétlen középiskolai kémiatanárból, aki csak a családja megélhetését akarja biztosítani, kegyetlen és erőszakos metamfetamin-készítővé és -kereskedővé alakul át. Eleinte csak kisebb adagokat készített egykori diákjával, az eszes, de léha Jesse Pinkmannel, majd amikor a különleges receptjüknek hála kék színű anyagukért megindul a kereslet, úgy indul be az üzlet, annak minden gondjával együtt. Hogy identitása titokban maradjon, Walter a Heisenberg álnevet használja. Tetteivel felforgatja a családi életét, veszélybe sodorja a saját és az ő életüket, miután a helyi terjesztők és a mexikói kartell érdekeit is veszélyezteti, ráadásul a sógora, Hank Schrader a drogelhárításnál dolgozik, aki eltökélte magát, hogy elfogja Heisenberget.

## A sorozatról

### Alapötlet
Vince Gilligan korábban az X-akták egyes részeinek forgatókönyvét írta. Ekkor gondolta ki, hogy olyan sorozatot kellene alkotnia, amelyben a főhős szép lassan antihőssé válik. A jóból gonosszá váló Walter White figuráját kívánta kifejezni már a sorozat címével is. A váltás fokozatos volt, a történetet úgy írták meg, hogy Walter a vége felé legyen antipatikus, gonosz karakter. Hogy pontosan miről fog szólni a sorozat, azt Gilligan és barátja, az író Thomas Schnauz tréfálkozásuk során találták ki: azon viccelődtek, hogy ha munkanélküliek maradnak, átépítenek egy lakóbuszt metamfetamin-laborrá, és azzal járva terjesztik a drogot országszerte. A tervből majdnem semmi sem lett, mert megtudták, hogy a Nancy ül a fűben is ekkoriban kezdett a csúcsra érni, és tartottak tőle, hogy a két sorozat túlságosan is hasonló lesz.
A Sony Pictures Television-nek megtetszett a sorozat alapötlete, és elkezdték keresni azt a csatornát, amely esetleg leadhatná azt. A Showtime a már említett "Nancy ül a fűben" miatt nem vállalta, mert az éppen náluk ment. Az HBO és a TNT is nemet mondott, az FX viszont érdeklődését fejezte ki és berendelte a pilot epizódot. Csakhogy ők épp ekkor kezdték el fejleszteni a "Dirt – A hetilap" című sorozatot is, mely női főszereplős krimi-dráma sorozat volt, és mivel már három férfi főszereplős hasonló sorozatuk is volt, ezért a Dirt kedvéért lemondtak a Breaking Bad-ről. Ekkor beszélt Gilligan egyik ügynöke Jeremy Elice-szel, az AMC programigazgatójával, aki szeretett volna több saját gyártású sorozatot is abban az időben az épp induló "Mad Men – Reklámőrültek" mellett. A megbeszélés kitűnően sikerült, az AMC pedig elkezdte keresni a jogi lehetőségeit annak, hogy átvegye az FX-től a sorozatot és leforgassa a pilot részt. Ennek folyamata körülbelül egy évig tartott, ezután kezdődhetett az érdemi munka.

### Forgatás
A sorozat eredetileg kilenc epizódra kapott berendelést (a pilot epizóddal együtt), azonban a forgatókönyvírók 2007-es sztrájkja miatt ebből csak hét készülhetett el. Eredeti terveik szerint már az első évad végén meghalt volna Jesse vagy Hank, amitől csak azért álltak el, mert két epizóddal kevesebb készülhetett, amellett a közönség is nagyon megkedvelte mind Aaron Paul, mind Dean Norris alakítását. A sztrájk miatt lelassult tempó jó volt arra is, hogy a sztorit átgondolva annak a folyását is lelassítsák, hogy ne történjen annyi minden egyszerre.
A sztori eredetileg a kaliforniai Riverside-ban zajlott volna, azonban végül az új-mexikói Albuquerque-be került, gazdasági megfontolások miatt. A sorozatot 35mm-es filmre forgatták, bizonyos esetekben kiegészítő digitális kamerák használatával, melyeket főként a gyorsított, az idő múlását ábrázoló snitteknél használtak. Egy epizód átlagosan hárommillió dollárból készült el, amely magasan a legnagyobb költségvetés volt a hasonló sorozatok között. A show az ötödik évaddal ért véget, amelyet úgy alkottak meg, hogy a sorozat nézői általi rokonszenvet fokozatosan az antipátia váltsa fel Walterrel szemben. Eredetileg 6-8 részesre tervezett az AMC, melyet a Sony Pictures Television elutasított, és esetlegesen más csatornákat keresett meg a sorozat befejezésével. Végül a záró évad tizenhat részes lett, két nyolc részes blokkra osztva.

### Szereplőválogatás
A főszerepre Vince Gilligan már a kezdetekkor Bryan Cranstont választotta, lenyűgözte ugyanis az X-akták "Száguldás" című epizódjában (6. évad 2. rész) nyújtott alakítása. Cranston egy halálos betegségben szenvedő antiszemita ámokfutót alakított, aki foglyul ejtette Fox Muldert. Gilligan szerint az ott játszott karakter egyszerre volt félelmetes és szimpatikus, és ehhez a szerephez is pontosan erre volt szükség. Az AMC részéről elég szkeptikusak voltak, mert ők Cranstont egy vígjátéksorozatból, a "Már megint Malcolm"-ból ismerték, ahol az infantilisen viselkedő apát, Halt játszotta. Csak akkor egyeztek bele, amikor John Cusack és Matthew Broderick is visszautasították a szerepet, és megnézték az ominózus X-akták epizódot is.
Cranston komolyan készült a szerepre, olyannyira, hogy külön kis háttértörténetet alakított Walter White-nak, ugyanis a karakter múltja sok esetben homályos maradt. A szerep kedvéért felszedett pár kilót, hogy hitelesebbnek látszódjon, amikor a betegsége miatt fogyni kezd, és a haját is átfesttette. Karaktere esetlenségét kiemelendő zöld és barna színű ruhákat választott az alakításhoz, amellett bajuszt növesztett, szintén olyan formában, hogy az szánalmat keltő benyomást mutasson. Adott esetben a forgatókönyvbe is beleszólt, ha úgy vélte, hogy karakterének az adott helyzetben másmilyennek kell lennie. Cranston a figurához felhasználta saját apjának testtartását is, hogy úgy tűnjön, Walter mindig kicsit előrehajlik, sosem egyenesedik ki, mintha a világ súlyát cipelné a vállain.
Aaron Paul kiválasztásánál is voltak kételyek, ugyanis túl idősnek gondolták a szerephez, valamint túl jóképűnek ahhoz, hogy ilyen szerepet játsszon. Kiválasztásánál szerepet játszott a meghallgatáson nyújtott teljesítménye, illetve hogy ő is vendégszerepelt az X-aktákban, a "Legyek ura" című részben (9. évad 6. rész). Karakterét eredetileg az első évad végén megölték volna egy balul sikerült drogátadás során, amely miatt Waltert bűntudat gyötörte volna. Azonban már a második epizódnál tisztán látszott Gilligan számára, hogy kolosszális hiba lenne megölni Jesse-t. Hasonlóképpen maradhatott életben Dean Norris karaktere is, aki szintén játszott az X-akták egyik epizódjában ("A járvány", 2. évad 22. rész).

### Tudományos pontosság
Annak érdekében, hogy a sorozatban tett állítások maradéktalanul megfeleljenek a valóságnak, konzultánsnak fogadták fel Donna Nelsont, az Oklahomai Egyetem szerves kémiával foglalkozó professzorát. Emellett a dallasi drogelhárítás részéről is segítette egy kémikus a munkájukat.
2013-ban az "Állítólag..." című tévéműsor különkiadásában két, az első évadban látható jelenetről is bebizonyították, hogy fizikai képtelenség megvalósítani. Az egyik a "Segíts magadon!" című részben látható trükk, amelyikben Walter instabil higany-fulminátot vág a földhöz, ami akkorát szól, hogy kirepülnek a helyükből az ablaküvegek is. Bebizonyították, hogy ehhez jóval nagyobb mennyiséget kellett volna jóval nagyobb sebességgel eldobni, és a robbanás hatására valószínűleg mind meghaltak volna. A "Minden kezdet nehéz" című részben pedig azt állították, hogy hidrogén-fluoridban a holttestek nyom nélkül feloldhatók, ha megfelelő műanyag hordóban vannak. Itt a sorozat készítői azért csaltak egy kicsit, mert jóllehet valóban létezik erre alkalmas anyag, de nem akartak tippeket adni senki számára.
A metamfetamin készítése során is igyekeztek tartani a tudományos pontosságot, természetesen bizonyos pontokon ezt is megváltoztatva. Az első évad elején egy valóban közismert módszerrel, különféle gyógyszerekből kinyert pszeudoefedrin alkalmazásával készítenek metamfetamint. A későbbiekben Walter megváltoztatja a receptet: fenil-aceton és metilamin felhasználásával készül a kábítószer. Ehhez fűzték hozzá azt a mítoszt, hogy az általa előállított anyag rendkívül hosszú kristályokból áll, nagyon tiszta, és tisztasága ellenére is jellegzetes kék színe van. A valóságban a nagyon tiszta metamfetamin átlátszó kellene, hogy legyen.

## Szereplők
| Szereplő                  | Színész            | Magyar hang        | Évadok         | Évadok         | Évadok     | Évadok     | Évadok     |
| Szereplő                  | Színész            | Magyar hang        | 1              | 2              | 3          | 4          | 5          |
| ------------------------- | ------------------ | ------------------ | -------------- | -------------- | ---------- | ---------- | ---------- |
| Walter „Walt” White       | Bryan Cranston     | Háda János         | Főszereplő     | Főszereplő     | Főszereplő | Főszereplő | Főszereplő |
| Skyler White              | Anna Gunn          | Orosz Anna         | Főszereplő     | Főszereplő     | Főszereplő | Főszereplő | Főszereplő |
| Jesse Pinkman             | Aaron Paul         | Szabó Máté         | Főszereplő     | Főszereplő     | Főszereplő | Főszereplő | Főszereplő |
| Henry „Hank” Schrader     | Dean Norris        | Barbinek Péter     | Főszereplő     | Főszereplő     | Főszereplő | Főszereplő | Főszereplő |
| Marie Schrader            | Betsy Brandt       | Németh Borbála     | Főszereplő     | Főszereplő     | Főszereplő | Főszereplő | Főszereplő |
| Walter „Flynn” White, Jr. | RJ Mitte           | Czető Roland       | Mellékszereplő | Főszereplő     | Főszereplő | Főszereplő | Főszereplő |
| Saul Goodman              | Bob Odenkirk       | Kassai Károly      |                | Mellékszereplő | Főszereplő | Főszereplő | Főszereplő |
| Gustavo „Gus” Fring       | Giancarlo Esposito | Jakab Csaba        |                | Mellékszereplő | Főszereplő | Főszereplő |            |
| Mike Ehrmantraut          | Jonathan Banks     | Varga T. József    |                | Mellékszereplő | Főszereplő | Főszereplő | Főszereplő |
| Lydia Rodarte-Quayle      | Laura Fraser       | Kisfalvi Krisztina |                |                |            |            | Főszereplő |
| Todd Alquist              | Jesse Plemons      | Posta Victor       |                |                |            |            | Főszereplő |

## Karakterek
- Walter H. White (Bryan Cranston) – Középiskolai kémiatanár, tehetséges kémikus, akinél tüdőrákot állapítanak meg. Várhatóan rövid hátralévő idejére és anyagi helyzetére gondolva metamfetamin gyártásba kezd, hogy biztosítsa családja anyagi jövőjét. Rendkívüli tisztaságú terméket állít elő, amire egyre nagyobb kereslet mutatkozik. Vevői csak "Heisenberg" néven ismerik. A történet folyamán fokozatosan egyre erőszakosabbá és veszélyesebbé válik.
- Skyler White (Anna Gunn) – Walter nagyjából tíz évvel fiatalabb felesége, aki már terhes volt kettőjük második gyermekével, Holly-val, mielőtt kiderült Walt betegsége. A sorozat folyamán egyre gyanakvóbb, és egyre többet tud meg férje új foglalkozásáról, ami házasságuk rovására is megy.

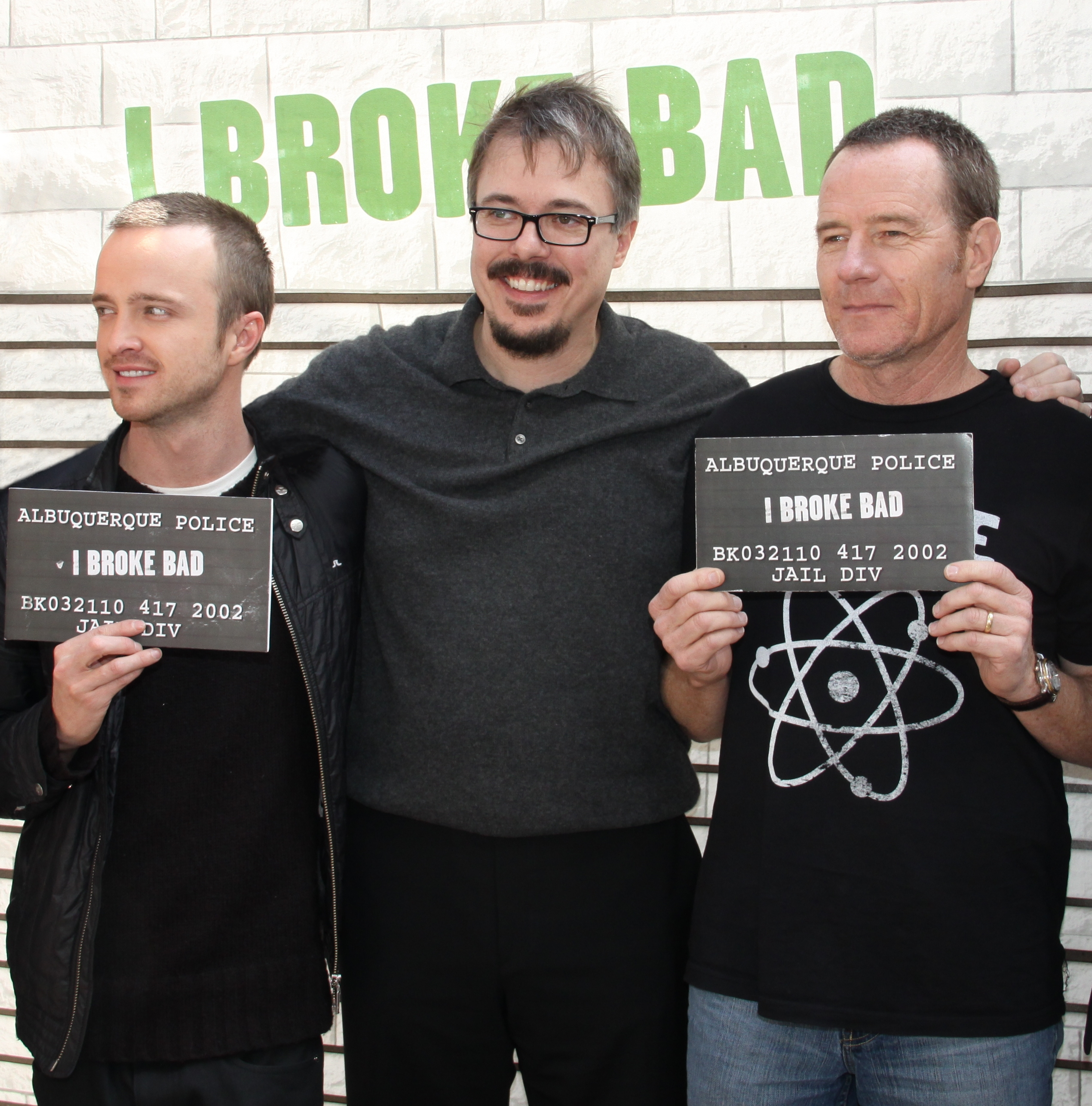
Aaron Paul, Vince Gilligan és Bryan Cranston

- Jesse Pinkman (Aaron Paul) – Walter egykori diákja, egyszerű drogfogyasztóként és kotyvasztóként lesz Walter társa a metamfetamin-árusításban, akinek szakértelmét a drogterítésben szerzett ismereteivel egészíti ki. Lobbanékony természetű, drogozása miatt családjával is rossz a viszonya. A történet folyamán Walterrel megromlik kapcsolata, de az egymás iránti lojalitásukat többé-kevésbé megőrzik. Társával szemben őt rendkívüli módon megviselik a morális-etikai szempontból rossz döntések és a gyilkosságok.
- Henry „Hank” Schrader (Dean Norris) – Walter DEA ügynök sógora. Az ő jóvoltából találkozik véletlenül Walter és Jesse. Egy új, Heisenberg nevű drogbáró után nyomoz, akiről nem is sejti, hogy ki valójában. Walter minden eszközzel próbálja elkerülni, hogy Hank közel kerüljön a leleplezéséhez.
- Marie Schrader (Betsy Brandt) – Hank felesége és Skyler testvére. Szívesen osztogat tanácsokat, de sokszor neki sem sikerül helyes döntéseket hoznia. Kleptomániája miatt gyakran lop üzletekből, emiatt terapeuta kezeli. Felszínesnek és egocentrikusnak látszik, de rendkívül odaadó feleség és törődik a nővére családjával is.
- Walter White, Jr. (RJ Mitte) – Walter és Skyler tizenéves fia. Agyi bénulás miatt beszédbeli és mozgási nehézségei vannak, ezért mankókkal jár. Bálványozza apját és Hanket is. Adománygyűjtő weboldalt készít, hogy fizetni tudják apja kezelését, Walt ügyvédje, Saul Goodman pedig elintézi, hogy a drogbevételből érkezzenek az adományok, ezzel tisztára mosva a pénzt.
- Saul Goodman (Bob Odenkirk) (visszatérő szereplő a 2. évadban, állandó szereplő a 3. évadtól) – Egy ügyvéd, akitől nem áll távol az alvilág. Olcsó reklámokban hirdeti magát, melyekben felmentést ígér ügyfeleinek, vagy segítséget, hogy a legnagyobb összeget kapják egy perben. A valódi neve James Morgan McGill, de állítása szerint az emberek jobban bíznak egy zsidó nevű ügyvédben. Az extrém megjelenése és fellépése ellenére eredményes ügyvéd, képes a problémák megoldására, mindig megtalálja a kiskapukat az ügyfelei érdekében. Karaktere főszerepet kapott a Better Call Saul című spin-off sorozatban.
- Gustavo „Gus” Fring (Giancarlo Esposito) (visszatérő szereplő a 2. évadban, állandó szereplő a 3. és 4. évadban) – A sikeres "Los Pollos Hermanos" gyorsétteremlánc tulajdonosa, melyet fedővállalkozásként is használ a metamfetamin terjesztésére Új-Mexikóban és a környező államokban. A valóságban egy hideg és racionális drogbáró, akinek megvannak a maga céljai. Üzletember álcáját fenntartva még drogellenes célokra is adakozik. Drogfüggő társa miatt eleinte vonakodik Waltert alkalmazni, de a termékük népszerűsége miatt mégis megteszi. A történet folyamán Walterrel ellenségekké válnak, állandó fenyegetést látva a másikban. A karakter megjelenik a "Better Call Saul" című sorozatban is.
- Mike Ehrmantraut (Jonathan Banks) (visszatérő szereplő a 2. évadban, állandó szereplő a 3. évadtól) – Egykori rendőr, aki Saul Goodmannek dolgozik mint magánnyomozó, illetve Gus Fringnek mint bérgyilkos. Bűnügyi tapasztalata miatt remekül ért bizonyítékok eltüntetéséhez, megfigyelőeszközök telepítéséhez. Hidegvérű, határozott gyilkos, aki érzelmek nélkül, profi módon végzi a gyilkolást. A maga motivációja is megvan a tetteire: a kisunokája számára gyűjti a megbízásokkal a pénzt, hogy ha felnő, tudja miből elkezdeni az életét, hasonlóságot mutatva így Walterrel. Karaktere főszereplő a "Better Call Saul"-ban is.
- Lydia Rodarte-Quayle (Laura Fraser) (5. évad) – A Madrigal Electromotive magas rangú munkatársnője, aki korábban Gus Fringgel üzletelt. Walter és Jesse közös üzletében ő szállítja a metil-amint, és segít a külföldi terjeszkedésben. Meglehetősen óvatos és ideges természetű.
- Todd Alquist (Jesse Plemons) (5. évad) – A Vamonos Pest rovarirtó-vállalatnál dolgozik, de a piti kis lopásokon kívül sokkal nagyobb súlyú bűntényekben is kész részt venni bácsikája segítségével. Valósággal bálványozza Waltert, aki beavatta őt a metamfetamin készítésébe.

## Epizódok
| Évad | Évad | Epizódok | Epizódok            | Eredeti bemutató     | Eredeti bemutató    |
| Évad | Évad | Epizódok | Epizódok            | Évadpremier          | Évadfinálé          |
| ---- | ---- | -------- | ------------------- | -------------------- | ------------------- |
|      | 1    | 7        | 7                   | 2008. január 20.     | 2008. március 9.    |
|      | 2    | 13       | 13                  | 2009. március 8.     | 2009. május 31.     |
|      | 3    | 13       | 13                  | 2010. március 21.    | 2010. június 13.    |
|      | 4    | 13       | 13                  | 2011. július 17.     | 2011. október 9.    |
|      | 5    | 16       | 8                   | 2012. július 15.     | 2012. szeptember 2. |
| 8    | 5    | 16       | 2013. augusztus 11. | 2013. szeptember 29. |                     |

A teljes sorozatot kiadták gyűjtői DVD-kiadásban, mégpedig egy olyan hordót mintázó díszdobozban, amely úgy néz ki, mint amilyenbe Walter rejti a pénzét. Emellett a kiadáshoz jár egy kétórás dokumentumfilm és egy humoros alternatív befejezés, amelyben Cranston ismét Halt alakítja a "Már megint Malcolm"-ból, mintha csak álmodta volna az egészet.

### Első évad
Walter White, a középiskolai kémiatanár az 50. születésnapján megtudja, hogy gyógyíthatatlan tüdőrákban szenved. Élete egyébként sem a legtökéletesebb: tele van kihagyott lehetőségekkel, felesége éppen második gyermekükkel állapotos, fia pedig veleszületett rendellenesség miatt csak mankóval tud közlekedni. Mindezeket hatalmas kapuzárási pánik tetézi. Sógora, a drogelhárításnál dolgozó Hank Schrader születésnapi ajándékként elviszi az egyik bevetésükre, ahol meglepetten veszi észre egykori diákját, Jesse Pinkmant. Hazáig követi Jesse-t, ahol alkut ajánl neki: segítsen neki metamfetamint készíteni és terjeszteni, hogy az abból kapott pénzből segíthesse családját arra az esetre, ha meghalna – ha nem teszi, feladja a rendőrségen. Jesse, a tehetséges, de elveszett fiatal srác, kénytelen-kelletlen segít neki. A páros már az első metamfetamin-átadásán nagy bajba kerül, és embert is kénytelenek ölni. Miközben Hank fülest kap az újfajta, rendkívüli tisztaságú drogról, és terjesztőjéről, "Heisenberg"-ről, Skyler, Walter felesége is gyanakodni kezd. Hogy eloszlassa magáról a gyanút, az egész család előtt felfedi, hogy rákos, amivel kiváltja együttérzésüket. Régi barátai, a dúsgazdag Schwartz-házaspár is segíteni szeretnének, de ő sértettségből elutasítja ezt (múltbeli, tisztázatlan okokból). Ehelyett pénzt a kábítószergyártásból remél. Jesse-vel felkeresik Tuco Salamancát, a veszedelmes és pszichopata drogdílert, akinek csak nézeteltérések után tudják eladni az anyagot. Mivel hatalmas mennyiségre kapnak megrendelést, Walter és Jesse betörnek egy raktárba, ahonnét metil-amint szereznek, mellyel könnyedén és gyorsan tudnak nagy adagokat készíteni – cserébe a végeredmény világoskék színű lesz. Hiába szállítják le az árut, már ekkor látják, hogy Tucóval még lesz gondjuk...

### Második évad
Tuco teljesen eszét veszti, amikor azt hiszi, hogy megbízható emberei elárulták őt, ezért foglyul ejti Waltert és Jesse-t is. Egy sivatagi kalyibába viszi őket az öreg és agyvérzése miatt teljesen mozgás- és beszédképtelen, csak egy csengővel kommunikálni tudó Hector nagybátyjához. Miközben azon agyalnak, hogy tudnák őt megölni, váratlanul megjelenik Hank, aki végez Tucóval, ők pedig észrevétlenül megszöknek. Skyler egyre gyanakvóbb és elhidegül összevissza hazudozó férjétől, s közben Walternek és Jesse-nek is sürgősen pénzre van szüksége. Önállóan kezdik el teríteni az árut, annak minden nehézségével. Hanket traumák kerítik a hatalmukba, mióta megölte Tucót, és hiába léptetik elő, nem tud helytállni új posztján. Miután egyik emberüket, Jesse barátját, Badgert beviszik a rendőrségre, borulni látszik minden, ezért felbérlik Albuquerque legsimlisebb és legjobb büntetőügyvédjét, Saul Goodmant. Saul segít, de cserébe, miután ő maga könnyűszerrel rájött, kik ők valójában, felajánlja, hogy ha részesedést kap az ügyletekből, segít a pénz tisztára mosásában és a jogi védelemben. Miközben Walter rákja visszahúzódóban van, Jesse a frissen keresett pénzéből kivesz egy lakást. A szomszéd lány, Jane, akivel egymásba szeretnek, visszaeső heroinista, akit az apja próbál megmenteni. Berángatja Jesse-t a kemény drogok világába, amivel Waltert hozza nehéz helyzetbe. Saul ajánlatára egy rejtőzködő fickóval, bizonyos Gus Fringgel köt üzletet – egyedül, mert Gus szkeptikus Jesse miatt. Walter lekési lánya születését a drog leszállítása miatt. Miután Jesse barátját, Combót lelövik a terjesztés közben, ő ki akar szállni és követeli a részesedését az üzletből. Jane, aki megtudja, mivel foglalkoznak, megzsarolja Waltert, de nem lesz ennek következménye, mert Jane egy heroinos kábulat során megfullad a saját hányásában, Walter pedig ezt végignézi és nem segít neki. Jesse teljesen összeomlik: az ügyet Saul egy emberén, Mike-on keresztül simítja el, őt magát pedig drogelvonóra küldik. Jane apja a lánya miatt érzett gyászában figyelmetlen lesz a munkájában, mint légiirányító, és emiatt a város felett összeütközik két utasszállító gép, több száz ember halálát okozva. Waltert megműtik, ami remekül sikerül, de félálomban véletlenül elszólja magát a második telefonjával kapcsolatban, és ebből Skyler összerakja, hogy a férje milyen simlis ügyletekben vesz részt, ezért elhagyja őt.

### Harmadik évad
Miközben Jesse eredményesen fejezi be az elvonókúrát, Walter a családja elvesztése miatt lamentál. Abba akarja hagyni az üzletet, de Gusnak szüksége lenne rá. Eközben Mexikóból megérkeznek a Salamanca-ikrek, akik végezni akarnak "Heisenberggel". Waltert majdnem megölik, de Gus minden befolyását beveti a mexikói kartellnél, hogy elérje: addig ne öljék meg, míg a nagy szállítmányt meg nem kapja tőle. Saul újra összehozza Waltert és Jesse-t, akik nem szívesen, de újra dolgozni kezdenek együtt. Gus egy hipermodern és eldugott labort ajánl fel nekik a metamfetamin készítéséhez, amit az ő pártfogoltja, a szintén laboros Gale Boetticher tervei alapján építettek. Eközben Hank szimatot fog, és célkeresztjébe kerül Jesse, akit brutálisan bántalmaz. Hank viszont a Salamanca-ikrekkel keveredik tűzpárbajba, akiket Gus küldött rá. Egyiküket lelövi, a másikat súlyosan megsebesíti, de ő maga is komoly sérüléseket szenved, ami miatt egy időre kórházba kerül. Kezelését és a gyógytornát a tisztára mosott pénzből fedezik: Skyler, aki retteg férje akcióitól, de nem tud mást tenni, mint hogy együttműködik vele, azt hazudja, hogy a pénz szerencsejátékból van. Walter kirúgja Gale-t a laborból és helyette visszaveszi Jesse-t, ami kiváltja Gus nemtetszését. Miközben Jesse megcsapolja a készleteket, hogy saját szakállára kereskedjen, Walter rájön, hogy az életüket csak Gus jóindulatának köszönhetik. Arra is rájön nagyon hamar, hogy amint Gale megtanulja a metamfetamin-készítés módját, rá többé már nem lesz szüksége, és nyugodtan megölhetik. Közben Jesse egy drogterápiás csoportban kezdi el a haverjaival teríteni az árut, ahol megismerkedik Andreával, akibe beleszeret. Rájön, hogy Andrea öccsét használták fel arra, hogy megöljék Combót – ráadásul azok az alakok a saját árujukat terjesztik, következésképp Gus emberei. A begőzölt Jesse-t Gus nyugtatja meg egy megbeszélés során és utasításba adja embereinek, hogy gyerekeket többé ne használjanak fel. Azok válaszképp megölik a srácot, így Jesse bosszút forral. Úgy dönt, egyedül fogja megölni őket, mígnem az utolsó pillanatban megjelenik Walter, halálra gázolja őket, majd elmenekülnek. Míg Jesse szökésben van, Walter fedezi – de az élete komoly veszélyben van. Rájön, hogy az egyetlen esélye az, ha megölik Gale-t, amire Jesse-t veszi rá...

### Negyedik évad
Gale halálával patthelyzet alakul ki: Gus kénytelen életben hagyni Waltert és Jesse-t is, egyelőre legalábbis. Míg Walter egyre idegesebb lesz amiatt, hogy többé nem találkozhat személyesen Gusszal, ráadásul meg is figyelik őket, Jesse az átélt események hatására kifordul önmagából: hatalmas partit tart otthonában és két kézzel szórja a pénzt. A lábadozó Hanket felkeresi egy rendőr kollégája, aki Gale halálánál helyszínelt, melynek hatására az újult erővel kezd el nyomozni Heisenberg után. Jesse-t Mike veszi kezelésbe, melynek az a célja, hogy éket verjenek a két partner közé, és így könnyebben megszabadulhassanak Waltertől. Walter ettől pánikba esve rábírja Jesse-t, hogy segítsen neki megölni Gust, mégpedig egy cigarettába rejtett ricinkapszula segítségével. Jesse mégsem teszi meg, eleinte gyávaságból, később pedig már azért nem, mert Gus a támogatásáról biztosítja. Egy alkalommal Mexikóba utaznak, ahol elvileg meg kellene tanítania az ottaniaknak a különleges kék metamfetamin receptjét – valójában az eseményt Gus arra használja fel, hogy megmérgezze és kivégezze az általa gyűlölt mexikói kartellt. Az esemény során Jesse remekül helytáll, amivel kivívja Mike és Gus tiszteletét. Walter körül szorul a hurok: Gus egyre nyíltabban fenyegeti az életét, Hank és a drogelhárítás már-már leleplezik a droglabort, ráadásul az egész család rendőri megfigyelés alá kerül. Megszökni nem tudnak, mert Skyler az összes pénzüket arra használta fel, hogy egy másik szálon futó ügyben kifizessen egy tartozást, nehogy közvetve lelepleződjenek. Andrea kisfia, Brock kórházba kerül mérgezéses tünetekkel, Jesse pedig pánikba esik, hogy hátha az ő ricines cigarettája miatt. Először Waltert gyanúsítja, de ő tisztázza magát, és meggyőzi Jesse-t, hogy az lesz a legjobb, ha megölik Gust. Egy házilag barkácsolt bombával próbálkoznak, elsőre sikertelenül. Másodjára már beválik a terv, amikor kihasználják Gus Hector Salamanca iránt érzett gyűlöletét. Miután Gus meghalt, felgyújtják a droglabort. Jesse nem tudja, hogy Brockot valójában tényleg Walter mérgezte meg, de nem ricinnel, hanem gyöngyvirággal, és mindezt azért, hogy Jesse lojális maradjon hozzá és segítsen megmenteni az életét.

### Ötödik évad
Gus halála negatív hatással van Walter jellemére: sokkal erőszakosabbá és kegyetlenebbé válik. Nem engedi, hogy Saul kiszálljon az ügyekből, és már a folytatást tervezi. Először is ő, Jesse, és az ügyletbe bevont Mike elhatározzák, hogy megszabadulnak az érintettségüket igazoló bizonyítékoktól: egy hatalmas mágnessel megsemmisítik az egyik laptopon tárolt adatokat. Hiába, mert a drogelhárítás egy új nyomon indul el. A trió eközben újra metamfetamint készül előállítani, de ehhez először is alapanyag kell. Ebben segítségükre van Lydia Rodarte-Quayle, Gus valamikori üzleti partnere a Madrigal nevű cégnél. Lydia tud szerezni metil-amint, de cserébe azt kéri, hogy öljék meg azt a tizenegy embert, akik tudhatnak Gus üzelmeiről. A drogkészítéshez mindig más és más helyszínt választanak, rovarirtó vállalkozásnak álcázva magukat. Walter dühös lesz, amikor meglátja, hogy a pénzükből mennyi megy el csak arra, hogy Gus volt bizalmasainak fizessenek hallgatási pénzt, ráadásul a drogelhárítás és Hank kutakodásai miatt a metil-amin beszállítása is akadozik. Lydia ötletére megcsapolnak egy egész tehervonatot egy "rovarirtó", Todd segítségével, aki azonban az esetet végignéző szemtanút, egy kisfiút hidegvérrel lelő. Ez súlyos traumaként éri Jesse-t, aki ki akar szállni, ráadásul Mike is el akarja adni egy másik dílernek a saját részét. Walter családi élete eddigre teljesen romokban hever: felesége is már csak azt várja, mikor újul ki a rákja, így úgy érzi, már csak a drogkészítés maradt neki. Hank közel van ahhoz, hogy felderítse Gus hálózatát, miután rálel a tizenegy bizalmasra, ezért Walter követeli Mike-tól, hogy mondja meg a nevüket. Mike ezt megtagadja, mire Walter lelövi őt. Lydia azonban ismeri mindannyiukat, így amint elmondta a neveiket, Walter segítséget kér Todd-tól, akinek nagybátyja, Jack az Árja Testvériség egyik vezetője, hogy öljék meg mindannyiukat. Miután mind meghaltak, aminek köszönhetően már nem fenyegeti az a veszély, hogy bárki felfedje, ki is ő valójában, és Lydia segítségével csehországi terjesztésen keresztül hatalmas összeget keresett a drogbiznisszel, Walter úgy dönt, végleg kiszáll és eladja Jessenek a részét. Nem élhet azonban nyugodt életet: Hank ekkorra összerakja, hogy mindvégig Walter volt Heisenberg...
Hank az új nyomon elkezdi megfigyelni Waltert, akinek kiújul a rákja. Mivel nem tud ellene bizonyítékot szerezni, mert még Skyler is megtagadja a vallomástételt, úgy dönt, hogy megkörnyékezi Jesse-t, aki elkezdi szórni a pénzt. Walter elővigyázatosságból elássa a pénzét a sivatagban. Lydia tovább akarja folytatni a drogbizniszt, ezért Todd és Jack segítségével kezdenek bele újra a gyártásba. Jesse eleinte nem akar segíteni Hankéknak, sőt hamis személyazonossággal el akarja hagyni a várost, de amikor rájön, hogy Walter mérgezte meg Brockot, féktelen haragra gerjed. Dühében lelocsolja az egész házát benzinnel, a felgyújtásban Hank akadályozza meg azzal, hogy azt mondja neki: azzal tud a legjobban kitolni Walterrel, ha segít nekik. Jesse belemegy, és először bepoloskázva kellene találkozniuk, de mégsem teszi meg, hanem fenyegetőzni kezdenek. Válaszul Walter ismét felbérli Jacket és bandáját, hogy öljék meg Jesse-t – cserébe csak annyit kérnek, hogy tanítsa meg Toddot metamfetamint készíteni. Hankék eljátsszák, hogy Jesse tudja, hol van elásva a pénz, amivel Walter akaratlanul is nyomra vezeti őket. A sivatag közepére autózik, ahol megjelenik Jesse, majd Hank is, aki letartóztatja Waltert. Ekkor váratlanul megjelennek a neonácik. Tűzpárbaj tör ki, aminek a végén megölik Hanket, egyetlen hordó kivételével lenyúlják Walter összes pénzét, Jesse-t pedig magukkal viszik rabszolgaként, hogy ő készítsen nekik drogot. Walter őrült módjára rohan haza, hogy elmeneküljön a családjával, ők azonban ellene fordulnak. Látván, hogy mindennek vége, előbb elintézi, hogy úgy tűnjön, mindenért ő volt a felelős és ő kényszerítette a családtagjait, majd új személyazonosságot vesz fel és az ország másik végébe vonul száműzetésbe a hegyekbe. Amikor egyszer megpróbálja felhívni a fiát telefonon, és ő is közli vele, hogy gyűlöli őt, a ráktól törődött állapotú Walter úgy dönt, feladja magát. Amikor azonban meglátja a tévében egy riportban, hogy Schwartzék letagadják az általa elért eredményeket, váratlanul meggondolja magát. Hazautazik Albuquerque-be, és először egy megrendezett bérgyilkossal fenyegetőzés útján eléri, hogy az utolsó hordó megmaradt pénzt Schwartzék juttassák el "tisztára mosva" adományként a fiának, amint nagykorú lesz. Ezután a ricin segítségével végez Lydiával, majd miután elbúcsúzik Skylertől, elmegy Jackék házához. Trükkel eléri, hogy beengedjék, majd egy saját maga által készített automata géppuskával végez mindenkivel. Jesse, akit alaposan megkínoztak fogvatartása során, előbb Toddal végez, majd Walterre fogja a pisztolyt – de elsétál, amikor látja, hogy erre nincs szükség: a tűzharcban Waltert is halálos sérülés érte. Miközben Jesse a szabadság felé autózik és a rendőrség megrohamozza a neonácik főhadiszállását, Walter meghal az ott berendezett droglaborban – az egyetlen helyen, ahol igazán otthon érezte magát.

## Témák és szimbólumok

### Morális következmények
Vince Gilligan egy, a New York Times-nak adott interjújában elmondta, hogy a sorozat legnagyobb tanulsága az, hogy a tetteknek mindig van következménye. A karakterek ugyanakkor kétoldalúak, a jó tettek és a rossz tettek közt egyáltalán nincs éles határvonal. Walter White is gyakran esik dilemmába, amikor egy nehéz döntést kell meghoznia, és eleinte vezérlik őt azok a morális-erkölcsi dilemmák, amelyek megakadályozzák abban, hogy valami szörnyűséget tegyen; később aztán ezt felváltja annak a gondolata, hogy minden, amit meg kell tennie, szükségszerű. Nem azért tesz meg valamit, mert az helyes, hanem mert annak így kell lennie. Vele ellentétben Jesse folyamatosan szenved, ha olyasvalamit kell tennie, ami eltér attól, amit az erkölcsi iránytűje mutat neki. Ő a szükségszerűség ellenében sem hajlandó túllépni egy határt, ami jellemzően az ártatlan emberek szenvedése.

### Család iránti elköteleződés
A sorozat meglehetősen mélyen mutatja be a karakterek családi kapcsolatait. Walter az egész kábítószerkészítésbe is csak azért vág bele, hogy segítsen a családján, akiket annyira szeret. A harmadik évadban ki is akar szállni az egészből, amikor Skyler elhagyja őt, amikor megtudja, mivel is foglalkozik. Gus lesz az, aki meggyőzi a folytatásról azzal, hogy akkor is meg kell mindent tenni a családért, ha azok nem szeretik. A legutolsó epizódban aztán Walter felfedi, hogy egyáltalán nem a család volt a fő motívum: mindent csak azért csinált, mert ő élvezte, de emellett a családnak is gyűjtött pénzt.
Jesse magányossága az első évadokban összefügg azzal, hogy a családja lemondott róla és kiadták az útját, amikor kiderült, hogy kábítószert fogyaszt. Ez hozza őt közel a hozzá hasonló Jane-hez, akit az apja szintén megvet a szerfogyasztás miatt. Amikor Walter és Jane apja véletlenül találkoznak és beszélgetnek a családról, akkor érzi azt Walter is, hogy meg kell mentenie Jesse-t, annak árán, hogy hagyja Jane-t meghalni.
A sorozat keményebb karaktereinek is megvan a maga családi kötődése. Tuco Salamanca törődik a tolószékhez kötött beszédképtelen Hector nagybátyjával. Amikor Tucót megölik, az unokatestvérei bosszút esküdve jönnek a városba, ugyanis Hectortól azt tanulták gyerekkorukban, hogy a család a legfontosabb. Gus Fring vállalkozása, a Los Pollos Hermanos ("Csirkés Fivérek") is onnan kapta a nevét, hogy barátjával, Maxszel hozták létre, akihez annyira közel állt, hogy amikor megölték Maxet, Gus bosszút esküdött. Mike Ehrmantrautról is kiderül az ötödik évadban, aki többször vigyázott unokájára, hogy mindent azért csinál, hogy egy kis pénzhez jusson ő és a menye, ha a lány betölti a 18. életévét. A sorozat vége felé Jack is csak azért kíméli meg Walter életét, mert szereti az unokaöccsét, Toddot, aki viszont nem akarja, hogy Walter meghaljon. Lydia esetében is megtudjuk, hogy az egyedülálló nőnek van egy lánya, és nem szeretné, hogy ha meghalna, azt higgye, hogy az anyja elhagyta őt.

### A rózsaszín plüssmackó
A második évad során gyakran látható egy – eleinte a vízben lebegő – rózsaszínű plüssmackó, amely színével kiemelkedik a szürke háttérből. A játék enyhén megsérült és hiányzik az egyik szeme. A medve először a "TwaüghtHammer" nevű banda "Fallacies" című számának a klipjében látható (ami Jesse és a haverjai együttese), illetve a második évad utolsó részében elrejtették a háttérben Jane szobájában is. Azoknak az epizódoknak az angol címét összeolvasva, amelyekben a medve szerepel, kiderül, hogy repülőgép-szerencsétlenség történt a város felett. A balesethez indirekt módon maga Walter is hozzájárult, a medve pedig az egyik gépről esett le az úszómedencéjébe. Ekkor szedi ki a hiányzó szemét is a vízből, mely a későbbiekben is emlékezteti Waltert tetteiért vállalandó felelősségére. A plüss játék kissé hasonlóan sérült meg, mint ahogy Gus arca a negyedik évad fináléjában. Az eredeti plüsst a sorozat befejezése után jótékonysági árverésen eladták.

### Walt Whiteman
Walter White neve rendkívül hasonlít a költő Walt Whitman-ére. A hasonlóságot a harmadik évadban a kémikus Gale Boetticher is felfedezi, aki a "Fűszálak" című kötet egy példányát a könyvbe írva ajánlotta a "másik kedvenc W.W.-jének". Amikor Hank kezébe kerül Gale naplója, benne ugyanezzel a monogrammal, még viccelődik is vele, hogy lehet, hogy Walter White-ot jelent – csak később derül ki, hogy mennyire igaza volt.

## Fogadtatás és utóélet
A Breaking Bad általános tetszésre nyert a kritikusok körében: többen minden idők legjobb televíziós sorozatának tartják. Az ismert filmes értékelőoldal, a Metacritic az első évadra 73, a másodikra 84, a harmadikra 89, a negyedikre már 96 százalékot adott, az ötödikre pedig 99-et. Az Amerikai Filmintézet öt évben is (2008, 2010-2013) az év tíz legjobb sorozata közé választotta. Befejezésekor a legnézettebb kábeltelevízós sorozat volt, mely a negyedikről az ötödik évadra meg is tudta duplázni a nézettségét.
Magyarországon az Index a sorozat 10. évfordulója alkalmából hozott le róla összefoglaló cikket. Ebben megemlítették, hogy a Breaking Bad sikerességéhez az is kellett, hogy a negyedik évad környékén az egész felkerült a Netflixre, így hatalmas közönséget tudtak elérni, akik felfedezhették maguknak a sorozatot, és ez adta a népszerűség alapját. Szerintük "az, hogy a sorozat nyugodt tempóban mesélte el Walter átalakulását, mindenképp segítette ezt, mert így évek alatt lehetett szembesülni azzal, hogy a főszereplőben valójában mindvégig ott lakozott ez a sötét oldal, de túlságosan beszari volt ahhoz, hogy úgy viselkedjen. Valóban nincs meg ugyanaz a hatás, ha néhány hét alatt nézzük végig az összes epizódot. A Breaking Badnek így is sikerült a toxikus maszkulinitás egy harmadik változatát is bemutatnia a Maffiózók és a Mad Men után. [...] Lehet, hogy soha nem lesz még egy másik sorozat, ami tizenhat Emmy-díjat akaszt le, bebetonoz egy csatornát a nagyok közé és még a tévésorozat műfajnak is új rajongókat szerez. A sorozaton dolgozó rendezők bemutatták, hogy egy tévésorozat is tele lehet látványos beállításokkal, őrült ötletekkel (Danny Trejo feje egy teknősön). Ez nem azt jelenti, hogy a Breaking Bad volt az első ilyen sorozat, inkább valami olyasmit, hogy ilyen koktélt korábban még nem látott senki. Az AMC nem akarta a sorozatot tovább húzni a kelleténél, így még inkább olyan lehetett mint egy regény, ami egy komplex történetet mesél el sok órán keresztül."
A 444 a befejező epizód után listába szedte, mely az a tíz ok, ami miatt csodálatos sorozat. Ezek: egész jól mutatja be a kristálymeth-üzletet, egyre jobb és jobb, ikonikus pillanatok, színészek, bátorság, ahogy kinéz, utalások rendszere, szürreális humor, következmények, és a főszereplő átalakulása. "Ami pedig a legfontosabb, és a leglassabban jön át, hogy a kétségbeesés mellett mi vitt rá egy hétköznapi embert erre, az a Waltban lévő sértettség a világgal szemben. Látjuk őt a hagyományos férfiideálok szerint elbukva és megalázva, és megismerjük azt is, mi lehetett volna belőle, ha fiatalon egy hülyeség miatt nem száll ki a barátaival közös cégből. A képességeivel milliárdos lehetett volna, ehelyett középiskolai tanár lett. Ezek az elfojtott feszültségek törnek fel olyan erővel, hogy egy idő után akkor sem áll le, amikor megtehetné. És ez az a gőg, amiért a végén biztosan el kell buknia."
A Sorozatwiki szerint "a Breaking Bad olyan volt, mint maga az élet: aki rosszul viselkedett, azt előbb-utóbb képen is csapta a karma. Nem volt senki számára menekvés, a legtöbb karakter mintaszerűen ásta meg magának azt a bizonyos gödröt. És mosolyogva tűrte, hogy a többiek műanyag lapátokkal temessék be egészen addig, míg alig kap levegőt. Nos, mi a képernyők előtt is szinte fuldokolva néztük már a végére a sorozatot, ami talán az egyik legbevállalósabb húzásokkal operáló sztorivá nőtte ki magát. Az öt évad alatt a Jesse Pinkmant játszó Aaron Paul egyre befordultabb, egyre kétségbeesettebb üvöltésekkel hozta ránk a frászt, Bryan Cranston pedig kopaszan, nagy szakállal bizonygatta, hogy higgyük el, ő csak a családjáért tesz mindent. Aztán persze a hipokrata álarca menthetetlenül lehullott őróla is. A Breaking Bad karakterei ugyanis szépen lassan, megfontoltan sétáltak epizódról-epizódra a tűzvonal felé, és akkor öntötték egymást nyakon drámával, amikor még a rajongók is a legkevésbé számítottak volna rá." Összességében hét pontot adtak rá a tízből, és azt is jobbára azért, mert szerintük sok volt az üresjárat az évadok alatt.

## Fontosabb díjak és jelölések
Primetime Emmy-díjak
- 2008 jelölés: legjobb rendezés dráma sorozatban (Vince Gilligan)
- 2008 díj: legjobb színész dráma sorozatban (Bryan Cranston)
- 2009 jelölés: legjobb dráma sorozat
- 2009 díj: legjobb színész dráma sorozatban (Bryan Cranston)
- 2009 jelölés: legjobb férfi mellékszereplő dráma sorozatban (Aaron Paul)
- 2010 díj: legjobb színész dráma sorozatban (Bryan Cranston)
- 2010 jelölés: legjobb dráma sorozat
- 2010 jelölés: legjobb rendezés dráma sorozatban (Michelle MacLaren)
- 2010 díj: legjobb férfi mellékszereplő dráma sorozatban (Aaron Paul)
- 2012 díj: legjobb színész dráma sorozatban (Aaron Paul)
- 2013 díj: legjobb dráma sorozat
- 2013 díj: legjobb női mellékszereplő dráma sorozatban (Anna Gunn)
- 2014 díj: legjobb dráma sorozat
- 2014 díj: legjobb forgatókönyv dráma sorozatban
- 2014 díj: legjobb színész dráma sorozatban (Bryan Cranston)
- 2014 díj: legjobb női mellékszereplő dráma sorozatban (Anna Gunn)
- 2014 díj: legjobb férfi mellékszereplő dráma sorozatban (Aaron Paul)

Golden Globe-díjak
- 2011 jelölés: legjobb színész dráma sorozatban (Bryan Cranston)

Satellite Awards
- 2008 díj: legjobb színész dráma sorozatban (Bryan Cranston)
- 2009 díj: legjobb dráma sorozat
- 2009 díj: legjobb színész dráma sorozatban (Bryan Cranston)

Writers Guild of America Awards
- 2009 díj: legjobb dráma epizód (Vince Gilligan)
- 2009 jelölés: legjobb dráma epizód (Patty Lin)
- 2009 jelölés: legjobb újonc sorozat
- 2010 jelölés: legjobb dráma sorozat
- 2010 jelölés: legjobb dráma epizód (John Shiban)
- 2011 jelölés: legjobb dráma sorozat
- 2011 jelölés: legjobb dráma epizód (George Mastras)
- 2011 jelölés: legjobb dráma epizód (Gennifer Hutchison)

## Kapcsolódó sorozatok

### Metástasis
2013 márciusában bejelentették, hogy Metástasis címmel elkészül a sorozat spanyol nyelvű remake-je Kolumbiában, Diego Trujilloval a főszerepben. Walter White neve itt Walter Blanco, Jesse Pinkmané pedig José Miguel Rosas. A neveket leszámítva a sorozat teljesen ugyanaz, mint az eredeti, annyi különbséggel, hogy a 62 részt itt két évadra szedték szét, és valamivel gyorsabban is mutatták be.

### Better Call Saul
2013-ban bejelentették továbbá, hogy egy spin-off sorozat is készül, "Better Call Saul" címmel. Első részét 2015-ben mutatták be, és a Breaking Bad-ből már ismert Saul Goodman életét mutatta be egy előzménysorozat formájában. A sorozat a maga jogán is népszerű lett, emellett felbukkantak benne olyan szereplők, akik már az anyasorozatban is láthatóak voltak.

### Talking Bad
2013 augusztus-szeptemberében nyolc epizód erejéig az aktuális rész után bemutatott az AMC egy beszélgetős műsort. Műsorvezetője, Chris Hardwick, az adott epizód alapján beszélgetett híres rajongókkal, a sorozat szereplőivel, illetve a stáb tagjaival.

### Egyéb
A "Fekete tükör" (Black Mirror) című sorozat negyedik évadában látható "USS Callister" című epizód legvégén hallható Aaron Paul hangja, mint egy játékosé. Őt ugyan nem láthatjuk, de a Netflix a Breaking Bad-hez és a Black Mirror-hoz készített a záró jelenettel egy közös ajánlót, amelybe bevágta Jesse karakterét is, ahogy játszik.

## Kapcsolódó film
2019. október 11-én mutatták be az El Camino: Totál szívás – A film című filmet Netflixen, illetve az AMC-n. A régóta tervezett film a sorozat folytatásaként tekinthető, azt mutatja be, mi történt Jesse Pinkmannel azután, hogy az utolsó epizódban lezajlott nagy finálé után meg tudott szökni.

## Egyéb
Két Super Bowl előtti reklámban is felbukkantak a szereplők. 2015-ben Cranston újrajátszotta a szerepét az Esurance biztosító reklámjában. 2023-ban Cranston, Aaron Paul és Raymond Cruz is szerepeltek a PopCorners chips reklámjában.
Több próbálkozás is volt, hogy a Los Pollos Hermanos nevet étteremnévként hasznosítsák. A Family Style Inc. 2019-ben kapta meg a jogot arra, hogy Uber Eats-en keresztül szállítsanak házhoz ételeket Kalifornia, Nevada és Illinois államokban.
Az amerikai drogelhárítás a sorozat népszerűségének csúcspontján többször talált rajtaütéseknél kék színűre színezett metamfetamint. 2015-ben Vince Gilligan arra kérte a rajongókat, hogy ne utánozzák többé a sorozat egyik epizódjában látott mutatványt, amelyben Walter egyetlen mozdulattal feldobott egy pizzát a háztetőre, mert az a forgatás helyszínéül szolgáló ház tulajdonosát is zavarja.
2013. október 4-én az Albuquerque Journal hasábjain egy rajongó fizetett hirdetés keretében írta meg Walter White nekrológját, október 19-én pedig a város egyik temetőjében jelképesen el is temették őt, sőt még sírkövet is állíttattak. A rendezvényre belépőjegyet szedtek, a bevételeket pedig jótékony célokra ajánlották fel.
2022-ben az Albuquerque-i Kongresszusi Központban kiállították Walter White és Jesse Pinkman életnagyságú bronzszobrát.
2015-ben a New Mexico Law Review című lap nyolc cikkben dolgozta fel a sorozatban látottakat, mely során jogászok elemezték jogi szempontból a történéseket. A cikkek közt olvasható volt például az ügyvéd-ügyfél közti bizalmas, titoktartásra is kötelező kapcsolat Saul Goodman esetében, illetve egy elemzés arról, hogy Walter White milyen pert indíthatott volna azért, hogy visszakerüljön a Szürkeállomány cégbe.

## Fordítás
- Ez a szócikk részben vagy egészben a  Breaking Bad című angol Wikipédia-szócikk ezen változatának fordításán alapul.  Az eredeti cikk szerkesztőit annak laptörténete sorolja fel. Ez a jelzés csupán a megfogalmazás eredetét és a szerzői jogokat jelzi, nem szolgál a cikkben szereplő információk forrásmegjelöléseként.